# 扁缘绶贝
扁缘绶贝（学名：Mauritia depressa）又稱扁缘宝螺（学名：Cypraea depressa），为宝贝科绶贝属的动物。分布于太平洋及印度洋，东起夏威夷，至东非沿岸的桑给巴尔、南非、毛里求斯，多栖息于浅海珊瑚礁质的海底。该物种的模式产地在太平洋中部。